# Киттитас (округ)
Округ Киттитас (англ. Kittitas County) — округ штата Вашингтон, США. Население округа на 2000 год составляло 33 362 человек. Административный центр округа — город Элленсберг.

## История
Округ Киттитас основан в 1883 году.

## География
Округ занимает площадь 5949,2 км2.

## Демография
Согласно переписи населения 2000 года, в округе Киттитас проживало 33 362 человек (данные Бюро переписи населения США). Плотность населения составляла 5.6 человек на квадратный километр.